# Cyclohexyldimethylamin
Cyclohexyldimethylamin ist eine chemische Verbindung aus der Gruppe der aliphatischen Amine.

## Gewinnung und Darstellung
Cyclohexyldimethylamin kann durch Reaktion von N-Methylcyclohexylamin mit Methanol gewonnen werden.

## Eigenschaften
Cyclohexyldimethylamin ist eine farblose Flüssigkeit mit aminartigem Geruch, die wenig löslich in Wasser ist. Seine wässrige Lösung reagiert stark alkalisch.

## Verwendung
Cyclohexyldimethylamin wird als hydrophiles Lösungsmittel (SHS) für die Extraktion von Lipiden bei der Biokraftstoffherstellung verwendet. Daneben eignet es sich als organischer Katalysator für Strecker-Synthesen, wobei Aldehyde oder Ketone mit Anilin und Acetylcyanid umgesetzt werden.

## Sicherheitshinweise
Die Dämpfe von Cyclohexyldimethylamin können mit Luft ein explosionsfähiges Gemisch (Flammpunkt 40 °C, Zündtemperatur 215 °C) bilden.